# Lycée français Gustave-Eiffel de Budapest
 (novembre 2016).
Si vous disposez d'ouvrages ou d'articles de référence ou si vous connaissez des sites web de qualité traitant du thème abordé ici, merci de compléter l'article en donnant les références utiles à sa vérifiabilité et en les liant à la section « Notes et références ».
Pour les articles homonymes, voir Lycée Gustave-Eiffel.
Le Lycée français Gustave-Eiffel de Budapest est un établissement scolaire situé dans le 2e arrondissement de Budapest en Hongrie. Il est homologué par le ministère français de l'Éducation nationale de la maternelle à la terminale et conventionné avec l'Agence pour l'enseignement français à l'étranger (AEFE).

## Histoire
L'établissement a été créé en 1962. Après avoir occupé plusieurs sites entre Pest et les collines de Buda, un nouvel établissement est construit en 2002.

## Enseignement
Le LFGEB accueille actuellement 715 enfants de la petite section de maternelle à la Terminale (rentrée année scolaire 2016-2017). 33 nationalités sont représentées parmi les élèves.

## Gestion
L'établissement est un lycée de droit privé en gestion parentale.